# GÉANT
GÉANT ist das pan-europäische Internet-Verbindungsnetzwerk der europäischen Forschung. Es verbindet derzeit 26 nationale Forschungsnetze, darunter die DACH-Netze DFN, ACOnet und SWITCH, mittels exklusiv reservierter Multi-Gigabit-Leitungen. Der Name entspricht dem französischen Wort „géant“, auf Deutsch „Gigant“.
Das Kernnetz basiert auf 10-Gbit/s-Leitungen, die geringsten Geschwindigkeiten liegen bei 155 Mbit/s. Das Projekt wurde im November 2000 gegründet und es ist seit Dezember 2001 in vollem Betrieb, wobei es das ältere TEN-155 ersetzte. Nach den ursprünglichen Planungen sollte das Projekt bis Oktober 2004 laufen, es wurde dann jedoch bis April 2005 verlängert und gleichzeitig wurde im September 2004 mit dem Nachfolgeprojekt Géant2 begonnen.
Das Projekt versorgt nicht nur die europäischen Forschungsnetze mit Gigabitleitungen und IPv6-Verkehr, sondern besitzt Querverbindungen mit Gigabit-Kapazität zu den anderen großen Forschungsnetzen in der Welt, insbesondere der USA und Japan. Es ist vorgesehen, das Netz als Kern eines globalen Forschungsnetzes zu etablieren, das die zersplitterten nationalen Gigabitnetze der Forschungs- und Bildungsinstitute bündelt.

## Organisation
Das Géant-Netz wird durch die DANTE-Organisation verwaltet. Zu den angeschlossenen Netzwerken gehören:
- Belgien: BELNET
- Bulgarien: ISTF
- Dänemark: Forskningsnettet (verbunden über NORDUnet)
- Deutschland: X-WiN
- Estland: EENet
- Finnland: FUNET (verbunden über NORDUnet)
- Frankreich: RENATER
- Griechenland: GRNET
- Irland: HEAnet
- Island: RHnet (verbunden über NORDUnet)
- Israel: IUCC
- Italien: GARR
- Kroatien: CARNet
- Lettland: LATNET
- Litauen: LITNET
- Luxemburg: RESTENA
- Niederlande: SURFnet
- Norwegen: UNINETT (verbunden über NORDUnet)
- Österreich: ACOnet
- Polen: PIONIER
- Portugal: FCCN
- Rumänien: RoEduNet
- Schweden: SUNET (verbunden über NORDUnet)
- Schweiz: SWITCH
- Slowakei: SANET
- Slowenien: ARNES
- Spanien: RedIRIS
- Tschechien: CESNET
- Türkei: ULAKNET
- Ungarn: HUNGARNET
- Vereinigtes Königreich: JANET
- Zypern: CYNET

Zudem sind folgende vier Netze mit GÉANT assoziiert:
- Moldawien: RENAM
- Russland: JSCC
- Ukraine: URAN
- Belarus: BASNET

## GÉANT2
Der Nachfolger von GÉANT ist GÉANT2. Es wurde von der Europäischen Union und den nationalen Forschungs- und Wissenschaftsnetzwerken gegründet und ging offiziell am 15. Juni 2005 in Betrieb.
GÉANT2 verfügt über ein Multi-Gigabit-Kernnetzwerk und verbindet insgesamt 34 Länder und 30 nationale Forschungsnetzwerke miteinander.

## Anbindung zu anderen Forschungsnetzen
GÉANT verfügt über Anbindungen zu folgenden Forschungsnetzen und Netzverbünden:
- Amerika:
  - CANARIE
  - ESnet
  - Internet2
  - RedCLARA
- Europa:
  - EU4Digital
- Afrika und Naher Osten:
  - ASREN
  - UbuntuNet Alliance
  - WACREN
- Zentralasien und Asien-Pazifik:
  - CAREN
  - TEIN